# Snitter
Snitter är en ort och civil parish i Storbritannien.   Den ligger i grevskapet och kommunen Northumberland i riksdelen England, i den centrala delen av landet, 400 km norr om huvudstaden London. Snitter ligger 126 meter över havet och antalet invånare är 108.
Terrängen runt Snitter är varierad. Runt Snitter är det ganska glesbefolkat, med 29 invånare per kvadratkilometer. Närmaste större samhälle är Alnwick, 18,9 km nordost om Snitter. I omgivningarna runt Snitter växer i huvudsak blandskog.